# Richard Steven Horvitz
Richard Steven Horvitz, född 29 juli 1966 i Van Nuys, Kalifornien, är en amerikansk röstskådespelare och skådespelare. Han nominerades år 2001 till en Annie Award för sitt röstskådespeleri i serien Invader ZIM.